# (35490) 1998 FD27
1998 FD27 (asteroide 35490) é um asteroide da cintura principal. Possui uma excentricidade de 0.07557200 e uma inclinação de 14.70727º.
Este asteroide foi descoberto no dia 20 de março de 1998 por LINEAR em Socorro.